# Dario Dentale
Dario Dentale (Castellammare di Stabia, 26 ottobre 1982) è un canottiere italiano.

## Biografia
Come componente dell'equipaggio del quattro senza italiano, ha vinto la medaglia di bronzo alle Olimpiadi di Atene 2004.
Ha inoltre conquistato due medaglie d'argento nei campionati mondiali, entrambe sull'armo dell'otto.

## Palmarès

### Olimpiadi
- 1 medaglia:
  - 1 bronzo (quattro senza a Atene 2004)

### Mondiali
- 2 medaglie:
  - 2 argenti (otto a Gifu 2005; otto a Eton 2006)

### Mondiali under 23
- 1 medaglia:
  - 1 oro (quattro con a Genova 2002)

### Mondiali juniores
- 1 medaglia:
  - 1 bronzo (due senza a Zagabria 2000)